# Al Owais-priset
Al Owais-priset, ett pris som tilldelas till framstående personer inom arabvärlden för sina konstnärliga insatser. Priset är namngivet efter dess grundare, prins Sultan Bin Ali Al Owais, och priset ges ut av Sultan Bin Al Owais Cultural Foundation i Förenade Arabemiraten. Priset gavs för första gången 1988-89 och ges ut i följande fyra kategorier: poesi, prosa, kritik och studier. Prissumman för varje kategori är 100 000 amerikanska dollar.

## Fotnoter
1. 1 2  Standing Regulations Arkiverad 7 maj 2012 hämtat från the Wayback Machine., webbplats för Al Owais Award.
2. 1 2  Sultan Bin Ali Al Owais Award for Scientific and Cultural Achievement Arkiverad 7 maj 2012 hämtat från the Wayback Machine..